# Nunatak du Bon-Docteur
Le nunatak du Bon-Docteur est un nunatak de 28 m de haut situé en terre Adélie (Antarctique oriental), à proximité de l'archipel de Pointe-Géologie et en bordure de la langue glaciaire de l'Astrolabe.

## Toponymie
Le toponyme rend hommage au docteur Jean Cendron (1923-2008), jeune interne des hôpitaux de Paris, et médecin-biologiste de la quatrième expédition antarctique française en terre Adélie (TA 4), qui a hiverné à Port-Martin en 1951. Du 21 au 30 juin, il participe à un raid de 230 km jusqu'à l'archipel de Pointe-Géologie, effectué sur la banquise à bord de deux chenillettes Weasel. Il veut y assister à la parade nuptiale des manchots empereurs, dans la rookerie découverte en 1950 à l’abri d’un nunatak. Il y parvient malheureusement trop tard, et même après la pondaison.
Le 17 juillet, à la base, le premier radio Claude Tisserand se plaint de ce qui se révèle être une occlusion intestinale. Le chef d'expédition Michel Barré se souvient de moments cruciaux : « Je demandai à Cendron s'il avait déjà fait cette opération ; sa réponse fut : « Non, je l'ai vu faire et j'ai relu toute la documentation dont je dispose ici. » La franchise de cette réponse ne me soulagea guère ». Dans la salle commune de la base transformée en salle d'opération, Cendron opère Tisserand une première fois dans la nuit du 19 au 20, puis à nouveau le 22 pour la pose d'un anus artificiel sur l'intestin grêle.
Jugeant probablement plus sage de continuer à surveiller l'opéré, Cendron ne participe pas à un second raid à Pointe-Géologie, du 2 au 25 septembre. C'est quelques années plus tard que les Expéditions polaires françaises se souviennent des qualités chirurgicales de Cendron lorsqu'il s'agit de baptiser le nunatak. Après son séjour en terre Adélie, Cendron devient, en France et aux États-Unis, l'un des pionniers de l'urologie pédiatrique.

## Géographie
Le nunatak du Bon-Docteur, situé à 700 m au sud-est de l'île des Pétrels où est implantée la base Dumont-d'Urville, donne un accès relativement facile au continent antarctique par l'intermédiaire de la langue du glacier de l'Astrolabe qui le jouxte au sud-est. Au nord-ouest et au nord, l'île Alexis-Carrel — maintenant renommée « île Le Mauguen » —  et l'île Jean-Rostand ne se trouvent qu'à 300 m. Sur la banquise qui se forme en hiver dans cet espace réduit et abrité est découverte en 1950 la rookerie de manchots empereurs qui motive l’implantation de la base de Pointe-Géologie en 1952.
Avec ses 28 m d'altitude, le nunatak est peu marqué dans la topographie de la langue glaciaire, celle-ci formant de part et d'autre des falaises de glace d'au moins 25 m de haut.
Il est possible que la réduction de la largeur de la langue glaciaire de l'Astrolabe transforme un jour le nunatak en une nouvelle île[réf. nécessaire].

## Histoire
Identifié sur les photos aériennes prises lors de l'opération américaine Highjump (1946-1947), le nunatak a été cartographié en 1950 et 1951 par les expéditions antarctiques françaises en terre Adélie TA 3 et TA 4 lors de raids d'exploration à partir de la base de Port-Martin située à 65 km de distance plus à l'est.
Le « rocher du Séisme », qui constitue le sommet du nunatak, est dénommé ainsi en souvenir d'une station gravimétrique anormalement prolongée que doit faire Gaston Rouillon, chef de la 8e expédition antarctique française en terre Adélie, le 7 novembre 1958. Le matin même — en fait le 6 novembre à 22 h 58 UTC — s'est en effet produit un fort séisme de magnitude MW = 8,3 (en) aux îles Kouriles, à plus de 12 000 km de distance. Lorsque Rouillon, en fin de matinée, veut procéder à sa mesure de pesanteur, il doit renoncer, tant les ondes de surface générées par le séisme perturbent son gravimètre. Ne comprenant probablement pas ce qui se passe, il lui faut attendre plusieurs heures, retardant ainsi le départ d'un raid à destination de la base Charcot, à 320 km de distance sur l'inlandsis. L'un des buts de ce raid est d'aller chercher les trois hommes qui y ont passé l'hiver, mais aussi de répéter des mesures gravimétriques tout le long du trajet pour déterminer l'épaisseur de glace. D'où l'importance de disposer d'une mesure de base fiable en bordure du continent,.